# Gare de Cenon
La gare de Cenon est une gare ferroviaire française des lignes de Paris-Austerlitz à Bordeaux-Saint-Jean et de Chartres à Bordeaux-Saint-Jean, située sur le territoire de la commune de Cenon, dans le département de la Gironde, en région Nouvelle-Aquitaine.
Elle fut mise en service en 2007 pour remplacer la gare de Bordeaux-Benauge, qui fermera et disparaîtra par la suite pour permettre de supprimer le bouchon ferroviaire de Bordeaux. Cette halte ferroviaire de la Société nationale des chemins de fer français (SNCF) est desservie par des trains TER Nouvelle-Aquitaine.

## Situation ferroviaire
Établie à 11 m d'altitude, la gare de Cenon est située au point kilométrique (PK) 579,950 de la ligne de Paris-Austerlitz à Bordeaux-Saint-Jean et de la ligne de Chartres à Bordeaux-Saint-Jean. Elle se trouve être la dernière gare avant celle de Bordeaux-Saint-Jean.

## Histoire
La halte est mise en service le 2 septembre 2007, pour remplacer la gare de Bordeaux-Benauge et la halte dite Avenue-Thiers - Cenon, fermée depuis des dizaines d'années et située sensiblement au même endroit. L'objectif était de créer le pôle multimodal de Cenon, afin d'assurer une correspondance directe entre la ligne A du tramway de Bordeaux et les trains TER Aquitaine en provenance du nord de la région.
En conséquence du doublement des voies entre la gare de Bordeaux-Saint-Jean et celle de Cenon sur près de cinq kilomètres, ouvert depuis le 8 mai 2016[réf. souhaitée], la halte est dotée de deux quais supplémentaires, entraînant une nouvelle configuration des voies.

## Fréquentation
De 2015 à 2024, selon les estimations de la SNCF, la fréquentation annuelle de la gare s'élève aux nombres indiqués dans le tableau ci-dessous :
| Année                           | 2015    | 2016    | 2017    | 2018    | 2019    | 2020    | 2021    | 2022      | 2023      | 2024      |
| ------------------------------- | ------- | ------- | ------- | ------- | ------- | ------- | ------- | --------- | --------- | --------- |
| Voyageurs seuls                 | 348 409 | 375 609 | 462 412 | 503 076 | 674 888 | 433 419 | 582 597 | 820 456   | 949 066   | 1 097 085 |
| Voyageurs seuls + non voyageurs | 435 511 | 469 512 | 578 015 | 628 845 | 843 611 | 541 773 | 728 247 | 1 025 571 | 1 186 333 | 1 371 356 |

## Service des voyageurs

### Accueil
Halte SNCF, c'est un point d'arrêt non géré (PANG) à entrée libre, équipé d'automates pour l'achat de titres de transport.

### Desserte

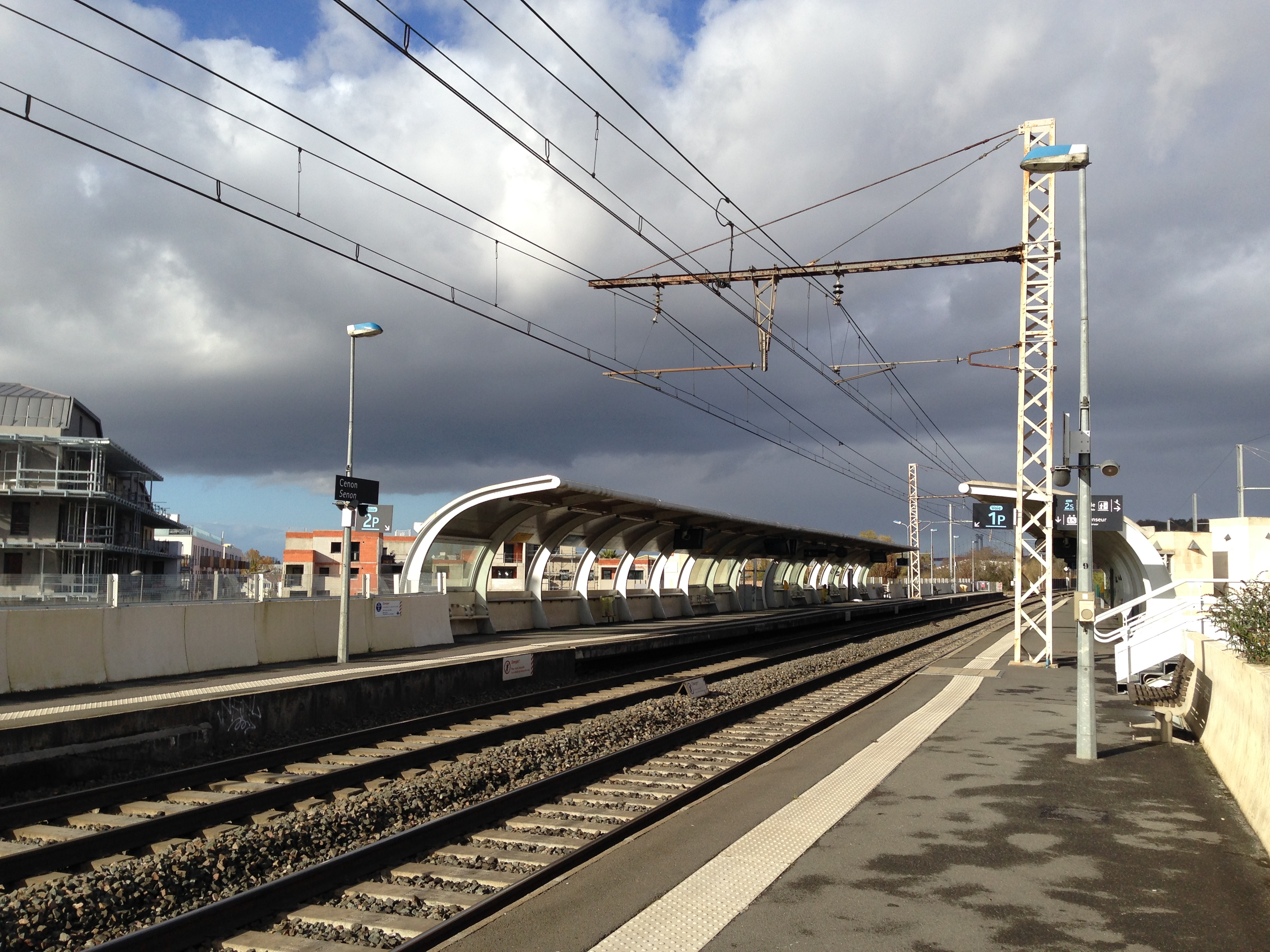
Vue d'ensemble de la halte.

Cenon est desserviepar des trains du réseau TER Nouvelle-Aquitaine qui effectuent des missions entre Bordeaux-Saint-Jean et le nord de la région (Saint-Mariens - Saint-Yzan ou Saintes, Angoulême et Périgueux - voire Limoges). Depuis 2017, l'ancienne liaison Intercités entre Bordeaux et Ussel est assurée par des trains TER marquant l'arrêt à Cenon. Certains de ces trains TER, de Bordeaux vers Périgueux, sont prolongés jusqu'à Tulle. Depuis 2022, une partie des circulations des TER entre Libourne ou Coutras) et Bordeaux sont prolongées jusqu'à Arcachon. Cette liaison sans rupture de charge en gare de Bordeaux-Saint-Jean est une première étape en vue de la mise en place du projet de RER métropolitain bordelais.

### Intermodalité
La halte est construite sur un pont enjambant l'avenue Jean-Jaurès, où sont implantées les voies du tramway. Des escaliers et ascenseurs relient la halte à l'arrêt du tramway. Ce pôle multimodal facilite les correspondances avec les transports en commun urbains : la ligne A du tramway, les lignes d'autobus 7, 27, 31, 32, 40, 50, 51, 91 et 92 et bénéficient de vélos V3 du réseau TBM.